# زمانه گرگ (فیلم ۲۰۰۲)
زمانه گرگ (انگلیسی: Time of the Wolf) فیلمی است که در سال ۲۰۰۲ منتشر شد. از بازیگران آن می‌توان به برت رینولدز و جیسون پریستلی اشاره کرد.